# Lenny Vallier
Lenny Vallier (Stains, 24 aprile 1999) è un calciatore francese, difensore del Nacional.

## Carriera
Nato a Stains, cresce nelle giovanili dell'Alfortville prima e dello Stade Reims poi, dove il 14 aprile 2017 debutta in prima squadra. Il 1º luglio 2018 si trasferisce in prestito al Pau militante nel Championnat National. Il 15 settembre 2020 viene acquistato a titolo definitivo dal Niort.

## Statistiche

### Presenze e reti nei club
Statistiche aggiornate al 25 maggio 2025.
| Stagione             | Squadra              | Campionato           | Campionato | Campionato | Coppe nazionali | Coppe nazionali | Coppe nazionali | Coppe continentali | Coppe continentali | Coppe continentali | Altre coppe | Altre coppe | Altre coppe | Totale | Totale |
| Stagione             | Squadra              | Comp                 | Pres       | Reti       | Comp            | Pres            | Reti            | Comp               | Pres               | Retin              | Comp        | Pres        | Reti        | Pres   | Reti   |
| -------------------- | -------------------- | -------------------- | ---------- | ---------- | --------------- | --------------- | --------------- | ------------------ | ------------------ | ------------------ | ----------- | ----------- | ----------- | ------ | ------ |
| 2016-2017            | Stade Reims 2        | CFA                  | 13         | 1          | -               | -               | -               | -                  | -                  | -                  | -           | -           | -           | 13     | 1      |
| 2017-2018            | Stade Reims 2        | CFA                  | 20         | 1          |                 | -               | -               | -                  | -                  | -                  | -           | -           | -           | 20     | 1      |
| 2016-2017            | Stade Reims          | L2                   | 1          | 0          | CF              | 0               | 0               | -                  | -                  | -                  | -           | -           | -           | 1      | 0      |
| 2017-2018            | Stade Reims          | L2                   | 1          | 0          | CdL             | 1               | 0               | -                  | -                  | -                  | -           | -           | -           | 2      | 0      |
| Totale Stade Reims   | Totale Stade Reims   | Totale Stade Reims   | 2          | 0          |                 | 1               | -               |                    | -                  | -                  |             | -           | -           | 3      | 0      |
| 2018-2019            | Pau                  | N                    | 29         | 0          | CF              | 2               | -               | -                  | -                  | -                  | -           | -           | -           | 31     | 0      |
| 2019-2020            | Stade Reims 2        | CFA                  | 17         | 0          | -               | -               | -               | -                  | -                  | -                  | -           | -           | -           | 17     | 0      |
| lug.-set. 2020       | Stade Reims 2        | CFA                  | 3          | 0          |                 | -               | -               | -                  | -                  | -                  | -           | -           | -           | 3      | 0      |
| Totale Stade Reims 2 | Totale Stade Reims 2 | Totale Stade Reims 2 | 53         | 2          |                 | -               | -               |                    | -                  | -                  |             | -           | -           | 53     | 2      |
| 2020-2021            | Niort                | L2                   | 23+1       | 0          | CF              | 0               | 0               | -                  | -                  | -                  | -           | -           | -           | 24     | 0      |
| 2021-2022            | Niort                | L2                   | 32         | 2          | CF              | 0               | 0               | -                  | -                  | -                  | -           | -           | -           | 32     | 2      |
| 2022-2023            | Niort                | L2                   | 27         | 1          | CF              | 3               | 0               | -                  | -                  | -                  | -           | -           | -           | 30     | 1      |
| Totale Niort         | Totale Niort         | Totale Niort         | 82+1       | 3          |                 | 3               | 0               |                    | -                  | -                  |             | -           | -           | 86     | 3      |
| 2023-2024            | Guingamp             | L2                   | 5          | 0          | CF              | 0               | 0               | -                  | -                  | -                  | -           | -           | -           | 5      | 0      |
| 2024-2025            | Guingamp             | L2                   | 21+1       | 0          | CF              | 0               | 0               | -                  | -                  | -                  | -           | -           | -           | 22     | 0      |
| Totale Guingamp      | Totale Guingamp      | Totale Guingamp      | 26+1       | 0          |                 | 0               | 0               |                    | -                  | -                  |             | -           | -           | 27     | 0      |
| Totale Carriera      | Totale Carriera      | Totale Carriera      | 194        | 5          |                 | 6               | 0               |                    | -                  | -                  |             | -           | -           | 200    | 5      |